# Elias von Eckstedt
Elias von Eckstedt, född 14 november 1766, död 5 augusti 1814 vid drabbningen vid Medskogs kyrka, var en svensk militär och ämbetsman.

## Biografi
Elias von Eckstedt var son till Svante Adolf von Eckstedt. Han blev major vid Värmlands regemente 18 februari 1808 med överstelöjtnants rang från 3 april 1809 och lämnande militära banan 27 mars 1810.
Han utsågs till vice landshövding i Värmlands län 21 januari 1813 och ordinarie landshövding 24 april samma år. Han blev riddare av Svärdsorden 1 mars 1805.
Han var gift med Johanna Maria Löwenhielm (1776-1852) och hade med henne fem barn.